# بيلي هنت
بيلي هنت (بالإنجليزية: Billy Hunt)‏ هو لاعب كرة قدم بريطاني، ولد في 25 نوفمبر 1934 في كولشيستر في المملكة المتحدة. لعب مع كولتشستر يونايتد.